# Lindås

Lage von Lindås in Hordaland

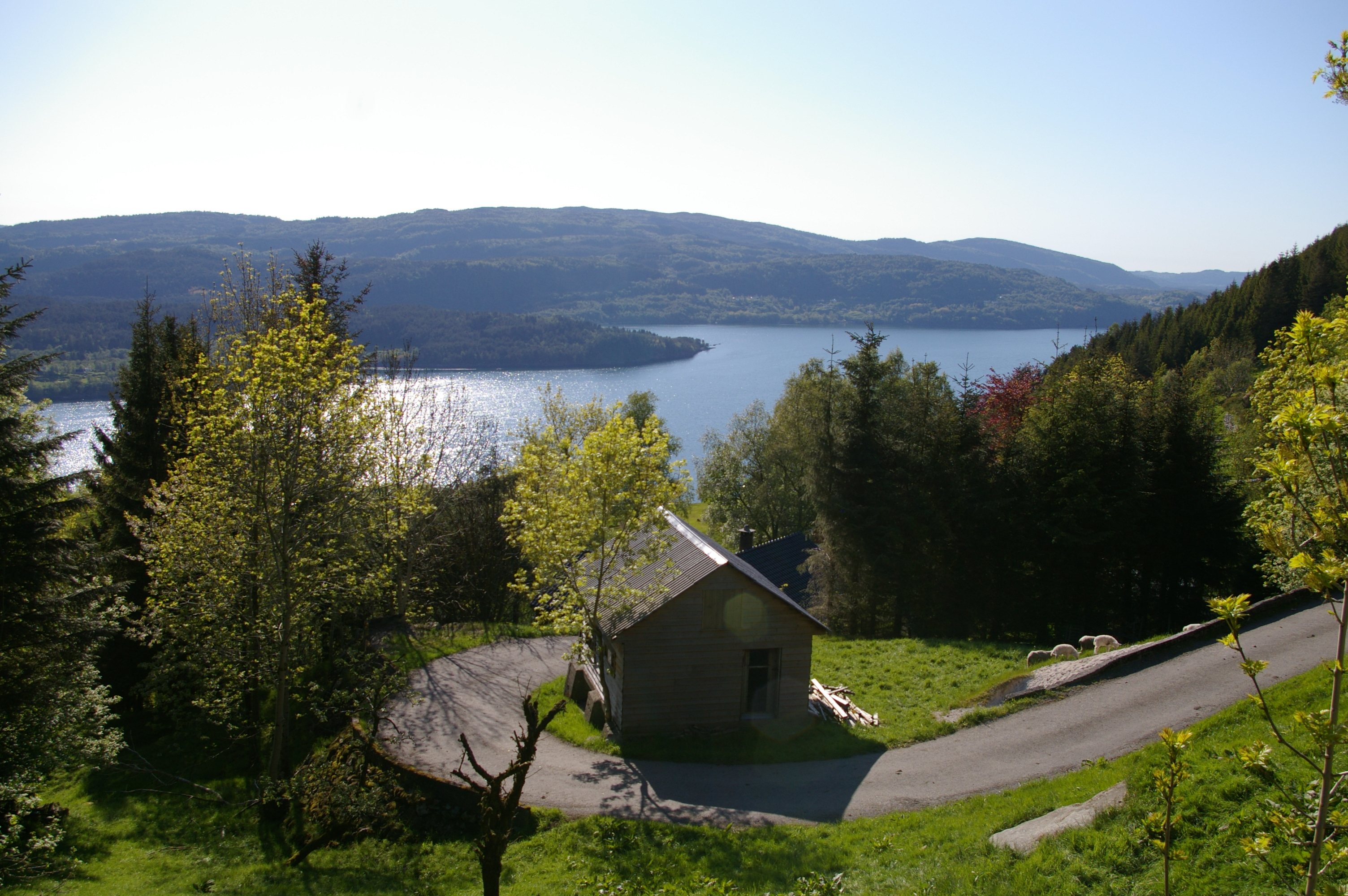
Am Hindnesfjord

Lindås war eine Kommune im Norden der Fylke Hordaland (2020 Teil von Vestland geworden) im Westen von Norwegen. Das administrative Zentrum der Gemeinde war Knarvik, ein Ort im Südwesten der Kommune. Im Zuge der Kommunalreform in Norwegen wurden Lindås, Meland und Radøy zum 1. Januar 2020 zur neuen Gemeinde Alver zusammengelegt.
Auf einer Fläche von 457,7 km² lebten 15.812 Einwohner (Stand: 1. Januar 2019). Zur Kommune gehörten die Orte Alversund, Isdalstø, Lindås, Ostereidet und Seim. Die Kommunennummer war 1263. Letzte Bürgermeisterin war Astrid Aarhus Byrknes (KrF).

## Geografie
Die Kommune Lindås lag im Nordhordland, nördlich der Großstadt Bergen. Ein Großteil der Kommune lag auf der Lindåshalvøya. Südöstlich begrenzt wurde die Kommune durch den Osterfjord. Im Nordosten grenzte Lindås an den Fensfjord. Die Halbinsel Lindås liegt östlich des Radfjords. Das Kommunengebiet umfasste auch einen kleinen, südlichen Teil der Insel Radøy sowie die kleine Insel Luro. Der Lurefjord reichte weit in die Kommune hinein. Aufgrund der Berge war die Ostseite der Gemeinde nur dünn besiedelt.

## Geschichte
| Jahr | Bevölkerung |
| ---- | ----------- |
| 1951 | 4121        |
| 1960 | 4084        |
| 1970 | 7776        |
| 1980 | 10099       |
| 1990 | 11861       |
| 2000 | 12492       |
| 2010 | 14286       |
| 2017 | 15731       |

Das Gebiet der Kommune wurde zunächst von Wikingern besiedelt, anschließend kamen englische Mönche in die Region und lebten gemeinsam mit den Wikingern. Der Kirchenkreis Lindås etablierte am 1. Januar 1838 die Gemeinde. Am 1. März 1879 wurde die Gemeinde von der neuen Kommune Masfjorden abgespalten. Damals lebten 6.374 Einwohner auf diesem Gebiet. Am 1. Januar 1910 wurde die Kommune Austrheim abgespalten. Die Einwohnerzahl sank auf 4.433. Am 1. Januar 1964 wurde die Fläche der Kommune im Rahmen der gesamten norwegischen Gebietsreform erstmals wieder vergrößert. Folgende Gebiete kamen hinzu:
- Die Bauernhöfe Nipo, Dyrkelbotn und Eitrdalen (12 Einwohner)
- Das Gebiet der Kommune Hosanger, nördlich des Osterfjord (791 Einwohner)
- Das Gebiet der Kommune Hamre, nördlich des Osterfjord (1.240 Einwohner)
- Die gesamte Kommune Alversund (2.099 Einwohner)
- Das Gebiet „Titland“ von der Kommune Sæbø, nördlich des Ortes Seim (40 Einwohner)[2]

Gleichzeitig verlor die Kommune zwei Gebiete: Die Insel Radøy mit 305 Einwohnern gehörte ab dem 1. Januar 1964 zur neuen Kommune Radøy, die Gebiete Einestrand, Eihkebotn und Kikallen mit 25 Einwohnern gehörten ab diesem Zeitpunkt zur Kommune Modalen.

## Wappen

Wappen von Lindås

Beschreibung: In Rot eine bewurzelte dreizehnblättrige Linde.

## Politik
Der Kommunenrat hatte 31 Sitze. Die Wahl 2015 hatte folgendes Ergebnis:
| Partei                    | Sitze |
| Arbeiderpartiet           | 6     |
| Fremskrittspartiet        | 5     |
| Høyre                     | 4     |
| Kristelig_Folkeparti      | 9     |
| Senterpartiet             | 4     |
| Sosialistisk_Venstreparti | 1     |
| Venstre                   | 1     |

## Infrastruktur
An der Südgrenze der Kommune verlief die Europastraße 39. Sie kommt von der Insel Flatøy im Südwesten und verläuft durch den Hauptort Knarvik. Die Straße führt weiter an der Osterfjordküste in Richtung Hjelmås. Dort zweigt die Fv391 in Richtung Norden ab. Die Europastraße 39 verläuft weiter an der Fjordküste nach Ostereidet. Von dort aus verläuft die Fv394 nach Askeland. Die E39 führt weiter nach Nordosten. Auf ihrem Verlauf zweigt die Fv570 in Richtung Norden nach Masfjorden ab.
Von Knarvik aus verläuft die Straße 57 nach Norden, sie führt über die gesamte Lindåshalvøya nach Hundvin, Lindås und dem Industriegebiet Mongstad. Von Mongstad aus gibt es außerdem eine Fährverbindung nach Norden. Über das Gebiet der Kommune verliefen weiterhin zahlreiche andere, kleinere Landstraßen. Es gab keine Eisenbahn auf dem Gebiet der Kommune Lindås.

## Tourismus

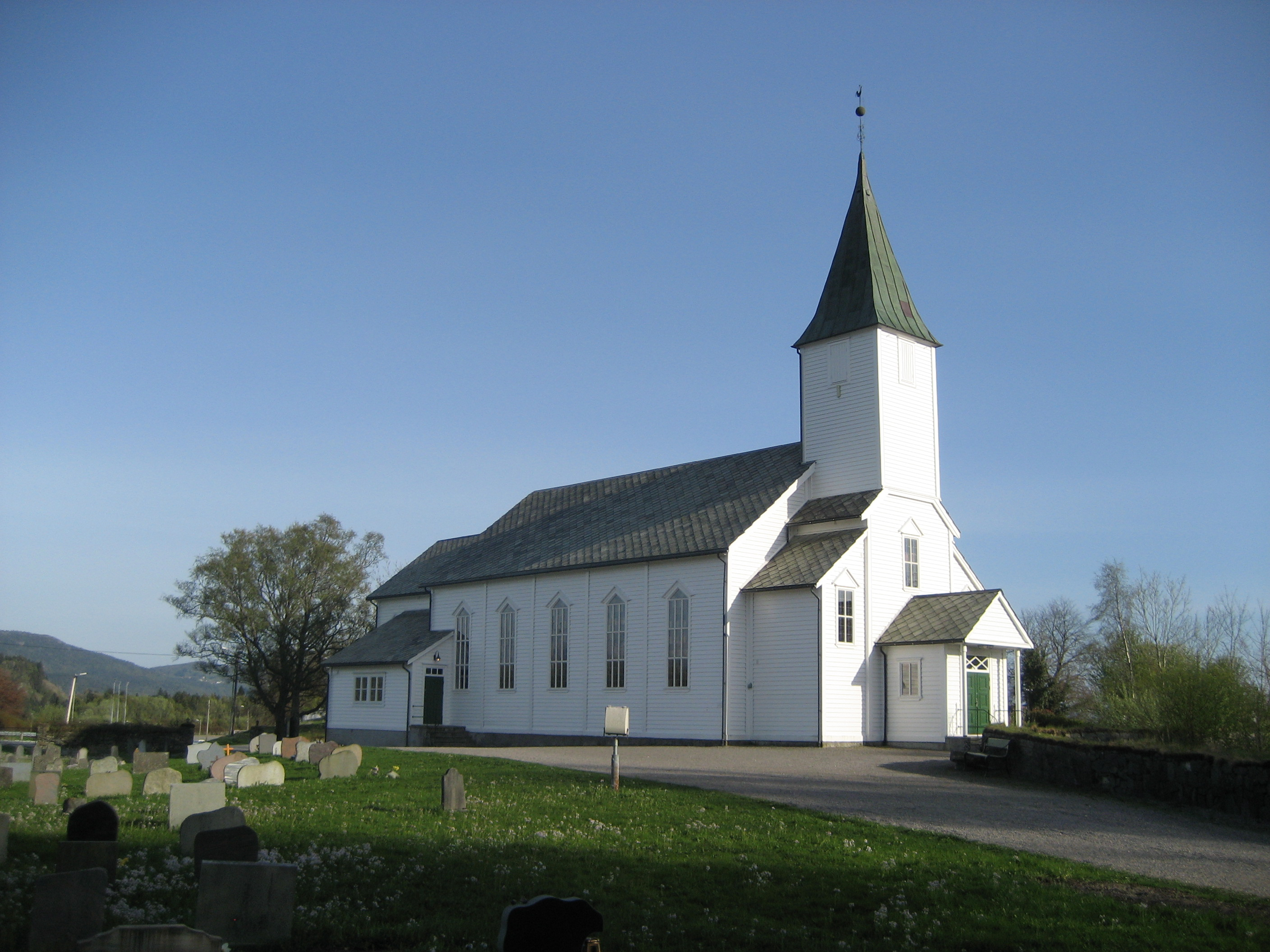
Kirche Lindås

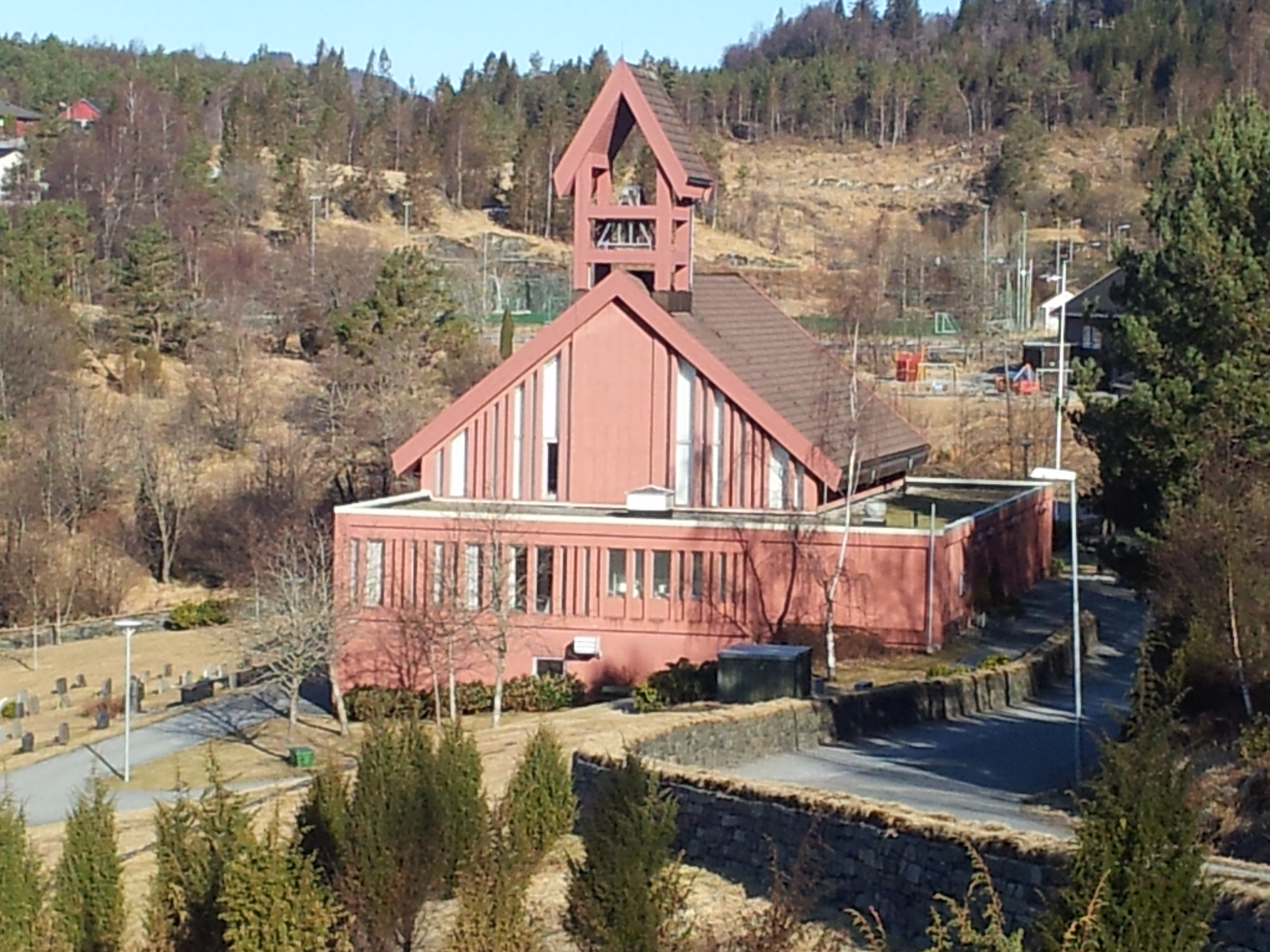
Kirche Ostereidet

In der Kommune Lindås gab es acht Kirchengemeinden:
| Gemeinde   | Name              | Ort        | Baujahr |
| ---------- | ----------------- | ---------- | ------- |
| Alversund  | Kirche Alversund  | Alversund  | 1879    |
| Alversund  | Kirche Knarvik    | Knarvik    | 2014    |
| Hundvin    | Kirche Hundvin    | Hundvin    | 1936    |
| Lindås     | Kirche Lindås     | Lindås     | 1865    |
| Lygra      | Kirche Lygra      | Luro       | 1892    |
| Myking     | Kirche Myking     | Myking     | 1861    |
| Ostereidet | Kirche Ostereidet | Ostereidet | 1988    |
| Seim       | Kirche Seim       | Seim       | 1878    |
| Vike       | Vike Church       | Vikanes    | 1891    |